# ウロハゼ
ウロハゼ（虚鯊、洞鯊）、学名 Glossogobius olivaceus は、スズキ目ハゼ科に分類されるハゼの一種。東アジアの温暖な内湾や汽水域で見られる大型のハゼで、食用にもなる。
標準和名「ウロハゼ」は丹後地方での呼称に因む。日本での他の地方名はグズ（富山）ウログズ、ヌレ（丹後地方）オカメハゼ、カメハゼ、ナツハゼ（浜名湖）クロハゼ（浜名湖・岡山）ドヨウハゼ、カワハゼ（岡山）ゴウソ、マルハゼ、ユルハゼ（高知）など数多い。

## 特徴
成魚は全長20cmを超え、日本産のハゼとしては大型種である。口が大きく、下顎が上顎より前に出ていて、舌の先端が二叉する。体は緑褐色で、頬や体側に黒い大きな斑点が並ぶ。また、項部（目の後ろから第一背鰭の前にかけての部位）に黒い小斑点が散在する。
マハゼ Acanthogobius flavimanus とは外見や生態が似通っているが、ウロハゼはマハゼより太く短い体形をしていること、下顎が前に出ること、鱗が大きいこと、腹面に光沢がなく灰色を帯びることなどで区別できる。浜名湖ではウロハゼを「ナツハゼ」、マハゼを「フユハゼ」と呼んでいる。

### 生態
日本では新潟県・茨城県以南の本州・四国・九州に分布する。南西諸島には分布しないが種子島からの記録がある。日本以外では、台湾を含む東シナ海・南シナ海沿岸に分布する。ウロハゼ属 Glossogobius のうち、九州以北に分布するのはウロハゼのみである。
汽水域や内湾の砂底-砂泥底に生息し、群れなどは作らず単独で行動する。岩穴などを好む習性があり、標準和名「ウロハゼ」はここに由来するが、波打ち際近くの砂底でじっと佇んでいることもある。また高知での地方名「ユルハゼ」のユルは水門のことで、水門に集まることに由来する。肉食性で、甲殻類・多毛類・小魚など小動物を捕食する。
産卵期は夏で、小さな岩穴などを巣とする。メスは巣の天井に産卵し、産卵・受精後はオスが巣に残って孵化まで卵を保護する。

## 利用
岡山県など瀬戸内海沿岸地方では、ウロハゼを狙った「ハゼつぼ漁」「ハゼ箱漁」という伝統漁法がある。これは素焼きの壺や木箱をウロハゼの生息域に沈め、この中に潜りこんだウロハゼを漁獲するものである。それ以外ではマハゼやシロギスなどを狙った釣りで、外道として釣れることがある。
利用法はマハゼとほぼ同様で、唐揚げ、天ぷら、刺身などで食べられる。

## 分類の歴史
ウロハゼの学名は1960年代まで混乱があった。また、南西諸島以南のインド太平洋熱帯域に分布する同属種フタゴハゼ Glossogobius sp.の亜種とする説もあった。
これらの説については、1966年発表の明仁親王（後の明仁上皇）の調査によって、ウロハゼとフタゴハゼが別種であることが示された。さらに過去の文献の精査によって、『日本動物誌』による Gobius olivaceus Temminck et Schlegel,1845 に先取権があり、属が変更されたGlossogobius olivaceus (Temminck et Schlegel,1845) を使用するのが妥当という見解も示された。